# New Hanover (Afrique du Sud)
Pour les articles homonymes, voir New Hanover.
New Hanover est une ville de la région du KwaZulu-Natal en Afrique du Sud.
Etablie en 1850, elle doit son nom à la ville de Hanovre en Allemagne, qui lui a été donnée par les immigrants allemands.
Sa population est de 3 175 habitants en 2011.